# 山下俊文
山下 俊文（やました としふみ、1954年11月3日 - ）は、元NHKエグゼクティブアナウンサー。元日本語センター長。

## 人物
佐賀県立武雄高等学校を経て法政大学卒業後、1977年入局。初任地は高知。長崎局時代に長崎水害の第一報の中継リポート。福岡、大阪ではプロ野球などスポーツ中継アナウンサーだった。東京アナウンス室で「おはよう日本」や緊急報道の中継デスク、ラジオ第1「NHKジャーナル」のキャスターを勤める。1999年6月から2001年6月まで福岡放送局アナウンス専任部長。日本語センターチーフアナウンサー、2004年鹿児島放送局放送部長。その後、日本語センターチーフアナウンサー、日本語センターエグゼクティブ・アナウンサー、日本語センター長。

## 現在の担当番組
- ラジオニュース（主に月曜日日勤）

## 過去の担当番組
長崎局
- 長崎水害の中継

福岡局
- NHKプロ野球他スポーツ中継
- FMリクエストアワー

大阪局
- NHKプロ野球他スポーツ中継

東京アナウンス室
- おはよう日本
- 首都圏ニュース845（内多勝康の代理・1997年9月1日 - 5日、8日 - 12日）
- NHKジャーナルキャスター　（1997年11月5日　-　1999年6月11日）

日本語センター
- ラジオ文芸館
- 宝くじ抽せん会
- 全国高等学校野球選手権北北海道大会実況　（2015年）